# Геленув-Другий (гміна Кшимув)
Геленув-Другий (пол. Helenów Drugi) — село в Польщі, у гміні Кшимув Конінського повіту Великопольського воєводства.